# دشت‌آباد (ملایر)
دشت‌آباد روستایی از توابع بخش جوکار شهرستان ملایر در استان همدان ایران است. 

## جمعیت
این روستا در دهستان ترک شرقی قرار دارد و براساس سرشماری مرکز آمار ایران در سال ۱۳۹۵، جمعیت آن ۵۸۰ نفر (۱۷۰ خانوار) بوده‌است.